# 脫稿玩家
是一部於2021年上映的美國科幻動作喜劇電影，由薛恩·李維執導，麥特·李伯曼和塞克·潘編劇。並由萊恩·雷諾斯、茱蒂·康默、喬·奇瑞、李利·萊爾·豪艾里、烏特卡什·安邦德卡爾和塔伊加·維迪提主演。故事主要敘述一名銀行出納員發現自己實際上是一個殘酷的開放世界電子遊戲中的NPC。電影2021年8月13日在美國上映。

## 劇情
《自由城市》（Free City）是由苏乐美游戏公司（Soonami Games）开发的一款以自由殺戮與破壞遊戲世界為核心理念的开放世界电子游戏，这款游戏是该公司老闆安端剽窃早年代理但未上市的独立游戏《游戏人生》（Life Itself）的核心源代码制作而成。为了找寻安端剽窃的证据並证明自己才是游戏《自由城市》核心源代码的作者，《游戏人生》的开发者之一米莉·拉斯科（Millie Rusk）決定私下展开调查，以“鸡尾酒女孩”（Molotov Girl）的玩家角色游玩《自由城市》，試圖在遊戲內找出蛛絲馬跡。而《游戏人生》的另一位開發者华特·“键盘”·麦凯（Walter "Keys" McKey）則是在遊戲遭安端冷凍不上市後選擇放下原有的一切，以一名系統測試維護员的身份進入苏乐美公司工作。
盖（Guy）是《自由城市》的一名非玩家角色（NPC），他的角色是一名银行柜台职员，每天都跟在银行裡当保安員的同事巴迪（Buddy）閒聊，但他完全不知道自己身處在一個电子游戏世界中。某天，盖對路上哼着歌的鸡尾酒女孩一見鍾情，自此行为开始偏离其程式设定。他从一名前来抢银行的玩家身上拿走其太阳眼镜，才发现原來眼镜是玩家的抬頭顯示器。盖开始接触米莉，对方一开始以为他是一名叫“藍衫哥”（Blue Shirt Guy）的玩家，並没有发现他是一名NPC。她要盖升级到100级之後再来找她。而盖升级的方式並非像一般玩家那样對《自由城市》大肆破坏，而是选择当《自由城市》的英雄：通过拯救NPC等非殺戮任务和反殺破壞城市的玩家而升至102级，而他的“好人好事”也備受全世界玩家的关注。
盖再一次碰到米莉的时候，米莉正在二度潜入另一玩家的“私人儲物空間”（Stash），希望能从中找出安端剽窃源代码的線索。盖帮助米莉逃離保安的追殺，米莉认为盖可以協助自己在游戏世界中拿到證據。之後键盘發现盖通过《自由城市》源代码中本來不應該存在的人工智能发展出自我意识，進而確信安端剽窃他與米莉所開發的《游戏人生》，因為盖的角色代码包括喜歡米莉這種女孩之類的設定，全部都是键盘當初在《游戏人生》中所設計出來的，就是因為这套代码才让盖对米莉产生了浓厚的情愫。米莉向盖透露了遊戲世界的真相，但盖不愿意相信。与米莉分離後，盖見識到了這個世界真實的樣貌後感到失望，決定去找巴迪聊天。盖表示對其虛假的人生感到萬念俱灰，巴迪則以豁達的人生觀點醒了盖，因此盖決定要幫助米莉。
在巴迪的帮助下，盖再次闯入私人儲物空間，这次私人儲物空間的主人认出盖就是最近十分火紅的藍衫哥，欣然交出線索影片。由于盖与日俱增的名气影响到续作的发行，安端下令键盘和其搭档滑鼠重置盖的程序，键盘拒绝，滑鼠因為不相信安端剽窃而親手重置了程序。米莉再次見到盖時，他已经失去了產生自我意识後的所有记忆，米莉想起键盘说过盖需要一个刺激來重新觸發人工智能，于是以親吻來讓盖恢复了记忆。米莉知道遊戲中有一个岛屿是《游戏人生》的一部分，尽管每一次游戏重置時記錄数据都會被還原，但只有这个岛屿因為位於基礎源代码內而受到保护，可以认为是安端剽窃源代码所剩下的唯一证据，線索影片揭示了这个岛屿曾經在游戏中出现过，而盖回想起在游戏中见过这个岛屿，实际上岛屿只是通过障眼法使其看不到。之后盖和米莉劝说游戏中的其他NPC摆脱程式限制，使《自由城市》的游戏进程完全脱离控制，安端见状下令删除盖和火爆辣妹，但卻始終無法得逞。另一方面，米莉和键盘为了取得證據而需要键盘從公司內部指引米莉和盖登上岛屿。安端在百般阻饒無效後發現是键盘在公司內搞鬼而开除键盘，並派出为《自由城市2》开发的角色大佬（Dude，实际上就是超壯碩的盖）对付盖。经过一番恶斗，最後盖成功和大佬化敵為友。安端在键盘向全世界玩家的直播下顏面盡失，束手無策下就拿着斧头去直接破壞游戏的服务器，試圖將剽窃的證據和遊戲一起销毁，但最後盖还是成功登上岛屿，而全世界的玩家也全程見證一切經過。安端本來想破壞最後一部伺服器毀滅整個《游戏人生》的世界與角色以求兩敗俱傷。但米莉則提出将對安端撤告並讓他保留《自由城市》的IP和全部营收，以換取安端將最後一台存有剩餘世界與NPC資料的伺服器交给米莉。最後安端同意交易，米莉也得以救下游戏中的所有角色。
之後安端的《自由城市2》没有滑鼠和键盘的技術以及《游戏人生》的源代码，刚上市銷售便慘遭滑铁卢，遊戲漏洞與系統不穩定導致玩家不斷退坑。安端也因為遊戲續作的糟糕表現和先前被直播的非法行為而飽受眾人指責和唾弃。键盘、滑鼠和米莉另外开办了一家新公司，以先前的源代码為基礎发行了《自由人生》，还加入了盖、巴迪和其他《自由城市》的NPC，收益颇丰。而多亏了盖，米莉才意识到原來盖就是键盘写给她的情书，也才發現原來真愛就近在身邊。与此同时，盖在《自由人生》中与巴迪和大佬重聚，盖和巴迪两人从此摆脱《自由城市》的程式设定，三人一起开始了无忧无虑的生活。

## 演員
| 演員                                 | 角色                  | 備註 |
| ------------------------------------ | --------------------- | --- |
| 萊恩·雷諾斯 Ryan Reynolds            | 蓋伊                  | 《自由城市》中的一名非玩家角色，一名每天都重複著同樣的生活的銀行職員，但遇到並愛上「火爆辣妹」後開始產生自我意識並脫離系統的限制。                                                              |
| 萊恩·雷諾斯 Ryan Reynolds            | 杜館長                | 安端以蓋伊為原型創造的遊戲角色，身材壯碩但智力不太高。電影以後期製作的方式將萊恩·雷諾斯的面部疊加在一名特技演員亞倫·W·里德的身體上。                                                            |
| 茱蒂·康默 Jodie Comer                | 蜜莉·拉斯克／火爆辣妹 | 與鍵盤一同設計開放世界遊戲《海海人生》，卻被安端買下代理權並盜用程式碼改編成《自由城市》，因此在到處尋找證據以控告安端盜用他們的程式碼。 在《自由城市》中的虛擬替身是一名穿著鋼鐵盔甲的女牛仔。 |
| 喬·奇瑞 Joe Keery                    | 華特·「键盘」·麥凱    | 與蜜莉一同設計開放世界遊戲《海海人生》，後來因為經濟拮据而加入海嘯遊戲公司擔任修復程式錯誤的除錯人員並與蜜莉一同尋找證據指證安端。 在《自由城市》中的虛擬替身是一位梳著油頭的小鬍子警員。       |
| 李利·萊爾·豪艾里 Lil Rel Howery      | 巴迪                  | 《自由城市》中的一名NPC，銀行保安員，蓋伊的好朋。 |
| 烏特卡什·安邦德卡爾 Utkarsh Ambudkar | 滑鼠                  | 海嘯遊戲公司的遊戲設計師兼修復程式錯誤的除錯人員，鍵盤的拍檔。 在《自由城市》中的虛擬替身為粉紅色兔人。                                                                                         |
| 塔伊加·維迪提 Taika Waititi          | 安端·霍瓦切利克       | 海嘯遊戲公司的老闆，為人瘋癲勢利又邪惡，盜用了《海海人生》的程式碼改編成《自由城市》並大賺不義之財。                                                                                            |
| 卡蜜兒·科斯特克 Camille Kostek       | 肉彈                  | 《自由城市》中的NPC，一名會勾搭真人玩家的美女。遇上蓋伊後決定成為一名女性主義者並寫了一本回憶錄。                                                                                               |
| 布瑞特妮·歐德福德 Britne Oldford     | 咖啡師                | 《自由城市》中的NPC，一名咖啡師。遇上蓋伊後開始製作珍珠奶茶、卡布奇諾等多種飲料。 |
| 馬克·萊納 Mark Lainer                | 人質                  | 《自由城市》中的NPC，一名被玩家嚇得只會舉手投降的人質。 |
| 麥克·迪凡 Mike Devine                | 強尼警官              | 《自由城市》中的NPC，一名警官。 |

此外，阿·薩伊夫·阿爾沙德飾演拉斯爾（Rasel），海嘯遊戲公司職員，安托万的助理。馬蒂·卡多普爾飾演凱斯（Keith），一位著名網路主播「復仇巴頓」，而查寧·塔圖客串飾演他在《自由城市》中的虛擬替身。著名實況主Jacksepticeye（爱）、Ninja（美）、 DanTDM（英）、LazarBeam（澳）和Pokimane（加）以本人身份客串演出。演員克里斯·伊凡、美國著名新聞節目《早安美國》主持人勞拉·斯賓塞、遊戲節目《危險邊緣》已故主持人亚历克斯·崔贝克客串飾演本人、蒂娜·費飾演凱斯的母親。演員休·傑克曼聲演交易面具男、巨石強森聲演銀行搶匪、約翰·卡拉辛斯基聲演虛擬玩家。

## 製作
《脫稿玩家》在二十世紀影業被華特迪士尼公司收購之前已經一直在開發中，同時也是第一批繼續由迪士尼製作的福斯電影之一。本片由薛恩·李維執導並與主演萊恩·雷諾斯共同擔任監製，雷諾斯說：「自從拍攝《惡棍英雄：死侍》以來，我還不曾這樣完全沉浸並參與其中。」

### 拍攝
主體拍攝於2019年5月在波士頓進行，拍攝地點還包括马萨诸塞州弗雷明翰的前弗雷明翰銀行大樓。
尽管电影所描绘的游戏世界与《俠盜獵車手系列》和《堡垒之夜》十分相似，布景设计伊森·托布曼表示场景设计更多是取材自《模拟城市》和《碧血狂殺2》《Watch Dog》等游戏。电影借用了其他电子游戏和电影系列中出现的武器，包括《洛克人》的洛克炮、《星球大战》的光剑、《堡垒之夜》的镐、《半衰期2》的重力枪、《传送门》的传送枪、漫威電影宇宙中美國隊長的盾牌、浩克的拳头和2018年電影《復仇者聯盟3：無限之戰》的爍滅效果。由于电影版权被持有漫威娛樂和《星球大战》品牌的迪士尼收购，电影制作人获准使用光剑和美国队长盾牌等标志性武器，以及一切想要的元素。

## 發行
《脫稿玩家》原計劃由二十世紀福斯定於2020年7月3日在美國上映。在迪士尼併購福斯以及「去福斯化」後，該片改由華特迪士尼工作室電影發行，而上映時間保持不變。2020年4月3日，由於受到2019冠狀病毒病疫情影響，本片主要演員、同時也擔任監製的雷諾斯在社群網站宣布，電影延期至2020年12月11日在美國上映。2020年12月，宣佈電影再度延期至2021年5月21日在美國上映。2021年3月，迪士尼發布最新的發行計劃，電影再度延宕改至2021年8月13日於美國上映。此外，從本作開始，迪士尼宣佈後續上映的電影（包括2022年後與HBO Max合約終止後20世紀影業的電影）不再保持院線和迪士尼+首映許可證同步上映的發行模式，而是准許電影院上映45天後再於家庭媒體發佈的發行模式。影片的4K、DVD和蓝光影碟于10月12日由華特迪士尼家庭娛樂公司发行。

### 市場行銷
雷諾斯在CCXP上向觀眾展示預告片後不久，《脫稿玩家》的第一部預告片於2019年12月7日在網上釋出。該預告片中含有瑪麗亞·凱莉的1995年單曲夢幻的混音版。

## 迴響

### 評價
本片獲得多數影評人與觀眾一致的好評。爛番茄根據294條評論，本片持有80%的新鮮度，平均得分7/10，觀眾投票得到94%的分數，平均得分為4.6／5。在Metacritic上，電影獲得了62分。

### 票房
在美國和加拿大，《脫稿玩家》與《靈魂心聲》、《暫時停止呼吸2》同時上映並競爭，外界預估本片首週能從4165間戲院中取得1500萬至1800萬美元的票房。電影首日賺進1050萬美元（包含週四晚間預售的220萬美元），使預估值提升至2600萬美元。首週末票房開出2840萬美元的優異表現，位居當週票房榜首。第二週收入1850萬美元，仍然位居第一；跌幅僅34%，打破夏季大片第二週跌幅的最小紀錄，以及雷諾斯職業生涯中表現第二佳。雖然第三週被《糖果人》趕下位置，但《脫稿玩家》保持良好狀態，收入達1360萬美元，僅下跌27%。
| 上一届： 《自殺突擊隊：集結》 | 2021年香港一週票房冠軍 第32-33週     | 下一届： 《怒火》           |
| 上一届： 《自殺突擊隊：集結》 | 2021年美國週末票房冠軍 第33-34週     | 下一届： 《糖果人》         |
| 上一届： 《玩命關頭9》        | 2021年台北週末票房冠軍 第35週        | 下一届： 《尚氣與十環傳奇》 |
| 上一届： 《怒火·重案》        | 2021年中國內地一周票房冠軍 第34-36週 | 下一届： 《峰爆》           |

## 續集
2021年8月14日，在電影首日票房大獲成功後，雷諾斯證實迪士尼有意製作續集。

## 註腳
1. ↑  原定8月12日上映，因受到2019冠狀病毒疫情影響延期
2. ↑  名字影射了日本游戏公司科乐美（Konami）。
3. ↑  名字影射《班傑明的奇幻旅程》男主角班傑明·巴頓（Benjamin Buttons）。

## 外部連結
- 互联网电影数据库（IMDb）上《脫稿玩家》的资料（英文）
- AllMovie上《脫稿玩家》的资料（英文）
- 爛番茄上《脫稿玩家》的資料（英文）
- Box Office Mojo上《脫稿玩家》的資料（英文）
- Metacritic上《脫稿玩家》的資料（英文）
- 開眼電影網上《脫稿玩家》的資料（繁體中文）
- 豆瓣电影上《脫稿玩家》的資料 （简体中文）
- 时光网上《脫稿玩家》的資料（简体中文）
- 在Disney+上觀看《脫稿玩家》 （因版權限制，本節目可能僅在部分地區上架。）